# Ashley Weinhold
Ashley Weinhold (ur. 20 czerwca 1989 w Tyler) – amerykańska tenisistka.

## Kariera tenisowa
Karierę tenisową rozpoczęła 21 czerwca 2003 roku, dzień po ukończeniu czternastego roku życia. Zagrała w kwalifikacjach do niewielkiego turnieju ITF w Edmond. Wygrała tam dwa mecze ale trzeci przegrała i nie dostała się do fazy głównej. W 2005 roku otrzymała od organizatorów dziką kartę od razu do udziału w turnieju głównym, w którym wygrała swój pierwszy mecz w karierze. Natomiast pierwszy turniej wygrała w lipcu 2006 roku w Southlake w Teksasie. Dzięki temu sukcesowi, miesiąc później otrzymała dzika kartę do udziału w kwalifikacjach do wielkoszlemowego US Open. Udanie przeszła pierwsze dwie rundy, pokonując po drodze Katie O’Brien i Anne Kremer, ale w decydującym o awansie meczu przegrała z Varvarą Lepchenko.
W lipcu 2007 roku zagrała w kwalifikacjach do turnieju WTA w Cincinnati, ale przegrała już w pierwszym meczu z Brendą Schultz-Mc Carthy, podobnie jak miesiąc później w US Open, tym razem przegrywając z Anną Czakwetadze. Po raz pierwszy w turnieju głównym WTA zagrała dopiero w lipcu 2011 roku w Carlsbad, do którego przebiła się z kwalifikacji, pokonując w nich Mariję Kondratjewą i Olgę Puczkową. W fazie głównej turnieju trafiła na Szwedką Sofię Arvidsson i gładko przegrała 3:6, 1:6. Trzy tygodnie później zagrała w kwalifikacjach do US Open, gdzie wygrała tylko pierwszą rundę, pokonując Lianę Ungur.
Udane występy w 2011 roku, zarówno w turniejach ITF jak i WTA, przyczyniły się we wrześniu tego roku do awansu tenisistki do drugiej setki światowego rankingu WTA, na miejsce 184.
W sumie tenisistka ma na swoim koncie wygrane trzy turnieje singlowe i siedemnaście deblowych rangi ITF.

## Wygrane turnieje rangi ITF
| turnieje z pulą nagród 100 000 $ |
| turnieje z pulą nagród 75 000 $  |
| turnieje z pulą nagród 50 000 $  |
| turnieje z pulą nagród 25 000 $  |
| turnieje z pulą nagród 15 000 $  |
| turnieje z pulą nagród 10 000 $  |

### Gra pojedyncza
|    | Data       | Turniej       | Kat. | ($)    | Naw.   | Finalistka        | Wynik         |
| 1. | 09/07/2006 | Southlake     | ITF  | 10 000 | twarda | Helena Besovic    | 3:6, 6:3, 6:3 |
| 2. | 13/02/2011 | Rancho Mirage | ITF  | 25 000 | twarda | Kristýna Plíšková | 6:3, 3:6, 7:5 |
| 3. | 27/10/2013 | Quintana Roo  | ITF  | 10 000 | twarda | Renata Zarazua    | 6:3, 4:6, 7:5 |